# Station Kokusaikaikan
Station Kokusaikaikan (国際会館駅, Kokusaikaikan-eki) is een metrostation in de wijk Sakyō-ku in de Japanse stad  Kyoto. Het wordt aangedaan door de Karasuma-lijn, welke hier haar eindstation heeft. Het station heeft twee sporen, gelegen aan een enkel eilandperron.
Het station is vernoemd naar het internationale conferentiecentrum van Kioto, bekend van het Kyoto Protocol.

## Treindienst

### Metro van Kioto
Het station heeft het nummer K01.
| 1,2 | ■ Karasuma-lijn | richting Shijō, Kioto en Takeda |

## Geschiedenis
Het station werd in 1997 geopend.

## Overig openbaar vervoer
Er bevindt zich een busstation nabij het station.

## Stationsomgeving
- Station Hachiman-mae aan de Kurama-lijn
- Kioto Internationaal Conferentiecentrum
- Grand Prince Hotel Kioto
- Takaragaike-park
- Doshisha, Iwakura-campus
- Entsū-tempel
- McDonald's
- Lawson

Kokusaikaikan · Matsugasaki · Kitayama · Kitaōji · Kuramaguchi · Imadegawa · Marutamachi · Karasuma Oike · Shijō · Gojō · Kyoto · Kujō · Jūjō · Kuinabashi · Takeda (>> doorgaande lijnen via de Kintetsu Kyoto-lijn)